# Roche Plate
Roche Plate est un îlet des Hauts de l'île de La Réunion, département d'outre-mer français et  région ultrapériphérique de l'Union européenne dans le sud-ouest de l'océan Indien. Il est situé dans le sud-ouest du cirque de Mafate au pied du sommet du Maïdo et relève du territoire communal de Saint-Paul. Inaccessible par la route, il peut être atteint à pied via un sentier de grande randonnée qui traverse Marla et mène à Grand Place, plus au nord. Il est séparé du lit de la Rivière des Galets par un sommet tabulaire culminant à plus de 1 250 mètres d'altitude, le Bronchard.
On trouve à Roche Plate un refuge de montagne appelé gîte de Roche Plate.